# Todesschwadron aus der Zukunft
Todesschwadron aus der Zukunft ist ein US-amerikanischer Thriller aus dem Jahr 1996 mit Eric Roberts.

## Handlung
Dylan Cooper lebt in Seattle und gilt als knallharter Polizist. Er gerät an drei Außerirdische, die aus der Zukunft kommen. Die Aliens töten Teenager, künftige Täter, die ihre Verbrechen noch nicht begangen haben.
Cooper beschützt den einzigen Überlebenden eines Angriffs der Aliens. Er gehört nun selbst zu den Zielpersonen der Außerirdischen.

## Kritiken
- Moria Reviews: Nichts mehr als ein routinierter SF/Actionfilm mit einem B-Budget. Das Szenario sei unwahrscheinlich. Der Anfang entspreche der ultrarechten Weltanschauung von Dirty Harry und von den meisten Charakteren, die Sylvester Stallone spiele.[1]

## Erwähnenswertes
Drehorte waren Los Angeles und Vancouver. Der Film hatte seine Weltpremiere am 11. Oktober 1996.

## Nachweis
1. ↑  Past Perfect (1996) auf Moria Reviews